# Font de Can Rossell
La font de Can Rossell és una font situada al nucli de Can Rossell, al municipi de Subirats (Alt Penedès).
És una font d'obra decorada amb rajoles blanques i blaves formant un escacat a la part inferior, amb una coronació de tipus piramidal escalada. La part superior de la font està decorada amb rajola blanca, on hi ha l'aixeta. Al centre de la font hi ha el dipòsit que recull l'aigua, fet de maons. A banda i banda de la font l'aparell d'obra sobresurt formant dos bancs laterals, curts. També s'observa la presència de dues plaques commemoratives, una sobre la captació d'aigües a Subirats i una altra sobre la inauguració de la font, el 1985.
L'estètica d'aquesta font és la mateixa que en d'altres barris de Subirats, fet que reforça la identitat municipal.